# دول إيطاليا التاريخية
كانت إيطاليا وحتى العصر الحاضر مجموعة من الدول المدن وغيرها من الكيانات الصغيرة المستقلة. وفيما يلي قائمة من مختلف الدول التي تشكل ما يعرف الآن باسم إيطاليا.

## العصور القديمة
- المدن اللاتينية
- حضارة الإتروسكان
- الدول المدن الإغريقية
- حضارة الليغور
- الحضارة الميسابية
- الحضارة الباليوفينيشية
- الحضارة السامنية
- الحضارة الأومبرية
- المملكة الرومانية
- الجمهورية الرومانية
- الإمبراطورية الرومانية
- الإمبراطورية الرومانية الغربية

## العصور الوسطى المبكرة
- مملكة القوط الشرقيين في إيطاليا
- مملكة لومبارديا
- إكسرخسية رافينا
- جمهورية سان مارينو

### دوقيات مملكة اللومبارد
- دوقية فريولي
- Duchy of Ceneda
- Duchy of Treviso
- Duchy of Vicenza
- Duchy of Verona
- دوقية تريدنتوم
- دوقية بارما
- Duchy of Reggio
- دوقية بارما
- Duchy of Brescia
- Duchy of Bergamo
- Duchy of San Giulio
- Duchy of Pavia
- Duchy of Turin
- Duchy of Asti
- Duchy of Tuscia
- دوقية سبوليتو
- دوقية بينيفينتو ومن ثم إمارة ساليرنو
- Duchy of Aosta
- Duchy of Milan
- إفريا

### مقاطعات الإمبراطورية البيزنطية
- إكسرخسية رافينا
  - Duchy of Istria
  - Duchy of Liguria
  - دوقية نابولي (بما فيها كالابريا ولوكانيا وبوليا)
  - Duchy of the Pentapolis
  - Duchy of Perugia
  - Duchy of Rome
  - دوقية البندقية
- Theme of Sicily
  - كونتية بوليا

## الحقبة الكارولينجية
- مملكة إيطاليا تحت هيمنة (الإمبراطورية الكارولنجية)
- الدولة البابوية
- دوقية بينيفينتو تحت هيمنة اللومبارد)
- جمهورية سان مارينو
- الإمبراطورية البيزنطية
  - البندقية
  - جيتا
  - نابولي
  - سالنتو
  - كالابريا
  - صقلية
  - سردينيا
- مستوطنات المسلمين
  - فوندي
  - ترايتو
  - بونزا
  - كابو ميسينو
  - سيبينو
  - أغروبولي وبونتا ليكوسا
  - باري
  - تارانتو
  - برينديزي
  - أمانتيا
  - تروبيا

## إيطاليا في العام 1000

### دويلات الإمبراطورية الرومانية المقدسة
- أستي
- Bishopric of Brixen
- March of Genoa (Marca Januensis or Eastern Liguria)
- County of Gorizia
- مملكة إيطاليا
- March of Ivrea
- ماركي includes Marches of كاميرينو, فيرمو and Ancona
- Marquisate of Montferrat (created Marca Aleramica)
- Marquisate of Saluzzo
- Marquisate of Ceva
- Marquisate of Incisa
- County of Savoy
- County of Sorano (Aldobrandeschi)
- دوقية سبوليتو
- Bishopric of Trent
- March of Turin (created Marca Arduinica; also known as the March of Susa)
- مرغرافية توسكانا
- Marquisate of Verona and Aquileia
- March of Treviso
- March of Friuli

### دول أخرى
- كتبانة إيطاليا
- دوقية بينيفينتو
- إمارة كابوا
- إمارة ساليرنو
- الدولة البابوية
- إمارة صقلية
- مملكة صقلية
- Terra Sancti Benedicti
- Patriarchal State of Friuli (Patrie dal Friûl)
- جيوديكاتو غالورا
- Giudicato of Torres
- جوديكاتو دي أربوريا
- جيوديكاتو كالياري
- جمهورية سان مارينو

### بلديات مستقلة رئيسية
- أريتسو
- أستي
- بريشا
- كريمونا
- فلورنسا
- جنوة
- Lodi
- ميلانو
- بيروجيا
- بياتشنزا
- بيزا
- رغوس
- سيينا
- فيرونا
- فيتيربو

### دوقيات وكيانات أخرى انتمت للإمبراطورية البيزنطية
- دوقية أمالفي
- كونتية بوليا
- دوقية جيتا
- دوقية نابولي
- دوقية سورينتو
- جمهورية البندقية
- جمهورية بيزا
- تراني
- إكسرخسية رافينا

## إيطاليا قرب العام 1494
قبل بدء الحروب الإيطالية
- الدولة البابوية

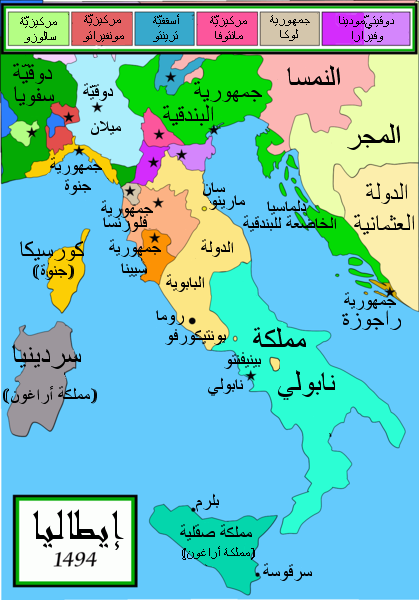
إيطاليا 1494. لا تظهر كافة الدول الصغرى.

- مملكة نابولي (سلالة أراغونية مستقلة)
- مملكة صقلية (أراغون)
- مملكة سردينيا (أراغون)
- إمارة أسقفية بريكسن
- إمارة أسقفية ترينتو
- دوقية سافويا
- دوقية ميلانو (فيسكونتي وثم سفورزا منذ 1450، فرنسا 1499-1522، إسبانيا 1535، النمسا منذ 1706)
- دوقية فيرارا (إستي)
- دوقية ماسا وكرارا (Malaspina)
- دوقية مودينا وريدجو (in personal union with Ferrara)
- دوقية أوربينو (Montefeltro)
- Marquisate of Saluzzo (Aleramici, to France 1548)
- Marquisate of Montferrat (Paleologi, in personal union with Mantua 1533)
- Marquisate of Mantua (Gonzaga)
- Marquisate of Finale (Del Carretto)
- Marquisate of Incisa (Aleramici)
- Marquisate of Ceva
- مقاطعة نيس
- County of Gorizia (annexed to Austria in 1500)
- County of Guastalla (Torelli, sold to a junior branch of the Gonzaga 1539)
- County of Mirandola (Pico)
- County of Montechiarugolo (Torelli of Montechiarugolo)
- County of Novellara (Gonzaga of Novellara)
- County of Correggio (da Correggio)
- County of Pitigliano (Orsini)
- County of Santa Fiora (Sforza of S.Fiora)
- Stato Landi (Landi)
- Stato Pallavicino (Pallavicino)
- Castiglione (Gonzaga of Castiglione)
- ميراندولا (Pico)
- كاربي (Pio di Savoia)
- ساسولو (Pio di Savoia)
- بولونيا (إيطاليا) (Bentivoglio)
- فاينزا (Manfredi)
- ريميني (Malatesta)
- فورلي (Riario)
- بيزارو (Sforza of Pesaro)
- Matelica (Ottoni)
- كاميرينو (da Varano, duchy from 1515, confiscated and incorporated to the Papal States 1539)
- Imperial Fiefdoms
- أنكونا (to the Papal States in 1532)
- جمهورية جنوة
- جمهورية لوكا
- جمهورية فلورنسا (actually under the lordship of the Medici, duchy from 1532)
- جمهورية سيينا (incorporated to the Duchy of Florence 1555)
- جمهورية البندقية
- Republic of Cospaia
- جمهورية سان مارينو

## إيطاليا في العام 1559
بعد صلح كاتو كامبريسيس:
- الدولة البابوية
- مملكة نابولي (سيطرة إسبانية)
- مملكة صقلية (سيطرة إسبانية)
- مملكة سردينيا (سيطرة إسبانية)
- Prince-Bishopric of Brixen
- Prince-Bishopric of Trent
- دوقية سافوي (Savoia)
- دوقية ميلانو (under Spain)
- دوقية مانتوفا (Gonzaga)
- Duchy of Parma and Piacenza (Farnese)
- دوقية فيرارا (Este; confiscated and incorporated to the Papal States 1598)
- دوقية مودينا وريدجو (Este; in personal union with Ferrara until 1598)
- دوقية فلورنسا (دوقية توسكانا الكبرى from 1569) (ميديشي)
- دوقية أوربينو (Della Rovere; incorporated to the Papal States 1631)
- دوقية كاسترو (in personal union with Parma; confiscated and incorporated to the Papal States 1649)
- Marquisate of Montferrat (in personal union with Mantua; duchy from 1574)
- Marquisate of Masserano (Ferrero-Fieschi; principality from 1577)
- Marquisate of Finale (Del Carretto; to Spain 1602)
- دوقية ماسا وكرارا (Cybo-Malaspina; principality from 1568)
- County of Guastalla (Gonzaga of Guastalla)
- County of Mirandola (Pico)
- County of Montechiarugolo (Torelli; to Parma 1612)
- County of Correggio (da Correggio; principality from 1616, confiscated and ceded to Modena by the Emperor 1631)
- County of Novellara (Gonzaga of Novellara)
- County of Pitigliano (Orsini; acquired by Tuscany in 1604)
- County of Santa Fiora (Sforza; acquired by Tuscany in 1633)
- State Pallavicino (Pallavicino; to Parma 1636)
- Stato Landi (Landi)
- Castiglione (Gonzaga of Castiglione; marquisate from 1579, principality from 1659)
- Piombino (Appiani; principality from 1594)
- سابيونيتا (Gonzaga of Bozzolo; duchy from 1577, sold to Spain in 1629)
- ميراندولا (Pico; principality from 1596, duchy from 1617)
- ساسولو (Pio di Savoia; to Modena 1599)
- Imperial Fiefdoms (small, independent lordships generally under members of the Genoese nobility)
- سالوزو (under France; to Savoy from 1601)
- Valtelline, Chiavenna and Bormio (under the Grisons)
- ولاية بريسيدي (to Naples)
- جمهورية البندقية
- جمهورية جنوة
- جمهورية لوكا
- Republic of Cospaia
- جمهورية سان مارينو
- مالطا (لنظام القديس يوحنا من القدس)

## إيطاليا في العام 1659
بعد معاهدة بيرينيه
- الدولة البابوية
- مملكة نابولي (لصالح إسبانيا حتى 1707 ومن النمسا بين 1707-1734 ومن ثم تحت حكم فرع صغير من البوربون الإسبان).
- مملكة صقلية (لإسبانيا حتى 1707 ومن ثم النمسا حتى 1714 و بين 1720-1734 وسافويا 1714-1720، وبعد ذلك اتحاد شخصي مع مملكة نابولي)
- مملكة سردينيا (لإسبانيا حتى 1714؛ للنمسا 1714-1720؛ في اتحاد شخصي مع سافويا بعد ذلك)
- دوقية توسكانا الكبرى (Medici until 1737; Habsburg-Lorraine thereafter)
- Prince-Bishopric of Brixen
- Prince-Bishopric of Trent
- دوقية سافوي
- Duchy of Montferrat (to Mantua until 1707, then to Savoy)
- دوقية ميلانو (to Spain until 1706, then to Austria; the union of Milan and Mantua in 1737 created the Austrian Lombardy)
- دوقية مانتوفا (Gonzaga until the imperial confiscation in 1707, then to Austria; Austrian Lombardy from 1737)
- دوقية بارما (Farnese until 1731; Bourbons 1731-1734; to Austria 1734-1748 then to a junior branch of the Spanish Bourbons)
- Duchy of Guastalla (Gonzaga of Guastalla until their extinction in 1746; in personal union with Parma from 1748)
- County (duchy since 1617) of Mirandola (Pico until the imperial confiscation in 1707; to Modena from 1710)
- دوقية مودينا وريدجو (Este)
- ماسيرانو (Ferrero-Fieschi; sold to Savoy in 1767)
- كاستليون ديلا بيسكايا (Gonzaga of Castiglione; confiscated by the Emperor 1691)
- دوقية ماسا وكرارا (Cybo-Malaspina; duchy from 1664; in personal union with Modena from 1731)
- Principality of Piombino (Ludovisi until 1733, Boncompagni-Ludovisi thereafter)
- County of Novellara (Gonzaga of Novellara until their extinction in 1728; to Modena from 1737)
- Stato Landi (Landi until 1679, Doria 1679-1682, then to Parma)
- Imperial Fiefdoms
- Valtelline, Chiavenna and Bormio (under the Grisons)
- ولاية بريسيدي (to Naples)
- جمهورية البندقية
- جمهورية جنوة
- جمهورية لوكا
- Republic of Cospaia
- جمهورية سان مارينو
- مالطا (لفرسان القديس يوحنا من القدس)

## إيطاليا في العام 1796
قبل العهد النابليوني

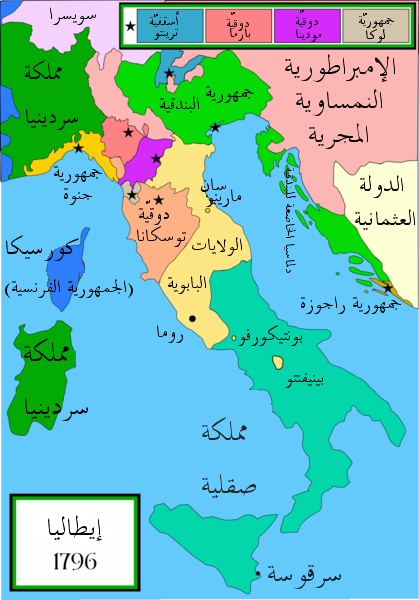
إيطاليا قبل الغزو النابليوني (1796).

- الدولة البابوية (البابا بيوس السادس)
- مملكة نابولي (بوربون نابولي، الملك فرديناند الرابع) (دمجت مع صقلية في 1816 لتشكل مملكة الصقليتين)
- مملكة صقلية (في اتحاد شخصي مع مملكة نابولي، بعد 1816 دمجت في مملكة الصقليتين)
- مملكة سردينيا (بما فيها دوقية سافويا تحت حكم الملك فيتوريو أماديو الثالث)
- Prince-Bishopric of Brixen (secularized and incorporated into Austria in 1802)
- Prince-Bishopric of Trent (secularized and incorporated into Austria in 1802)
- دوقية توسكانا الكبرى (Habsburg-Lorraine, Grand Duke Ferdinand III)
- دوقية بارما (Bourbons of Parma, Duke Ferdinando I)
- دوقية مودينا وريدجو (Este, Duke Ercole III)
- دوقية ماسا وكرارا (personal union with Modena)
- Principality of Piombino (Boncompagni, Prince Antonio II) (after 1815 part of Tuscany)
- Austrian Lombardy (direct Austrian control)
- Valtelline, Chiavenna and Bormio (under the Grisons; after 1816 part of Lombardo-Veneto)
- جمهورية البندقية (abolished 1797; after 1815 part of Lombardo-Veneto)
- جمهورية جنوة (after 1815 to Sardinia)
- جمهورية لوكا (after 1815 independent duchy)
- Republic of Cospaia
- ولاية بريسيدي (to Naples; after 1815 to Tuscany)
- مالطا (لفرسان القديس يوحنا من القدس؛ غزتها فرنسا 1798 ومن ثم بريطانيا 1800)
- جمهورية سان مارينو

## إيطاليا في العهد النابوليوني (1796 - 1814)
بعد غزو نابليون لإيطاليا:

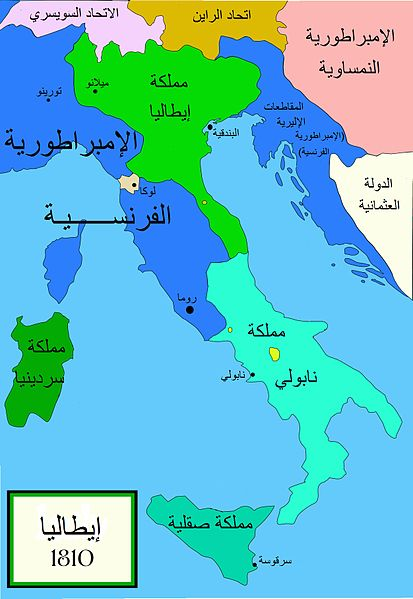
إيطاليا النابليونية (1796).

- جمهورية ألبا (1796–1801), annexed to France
- Cispadane Republic (1796–1797), formed the Cisalpine Republic
- Transpadane Republic (1796–1797), formed the Cisalpine Republic
- الجمهورية الليغورية (1797–1805), annexed to France
- Republic of Bergamo (1797)
- Republic of Brescia (1797)
- Republic of Crema (1797)
- Bolognese Republic (1798)
- الجمهورية الألبية (1797–1802) transformed into the Italian Republic
- أنكونا (1797–1798), joined Roman Republic
- الجمهورية الرومانية (1798–1800) capital روما
- Tiberina Republic (1798–1799) capital بيروجيا, joined Roman Republic
- الجمهورية البارثينوبية (1799) capital نابولي
- Subalpine Republic (1800–1802)
- مملكة إتروريا (1801–1807) annexed to France
- جمهورية إيطاليا النابوليونية (1802–1805)
- Principality of Lucca and Piombino
- مملكة إيطاليا النابوليونية (1805–1814)
- مملكة نابولي (under French rulers 1806-1815)
- جمهورية سان مارينو

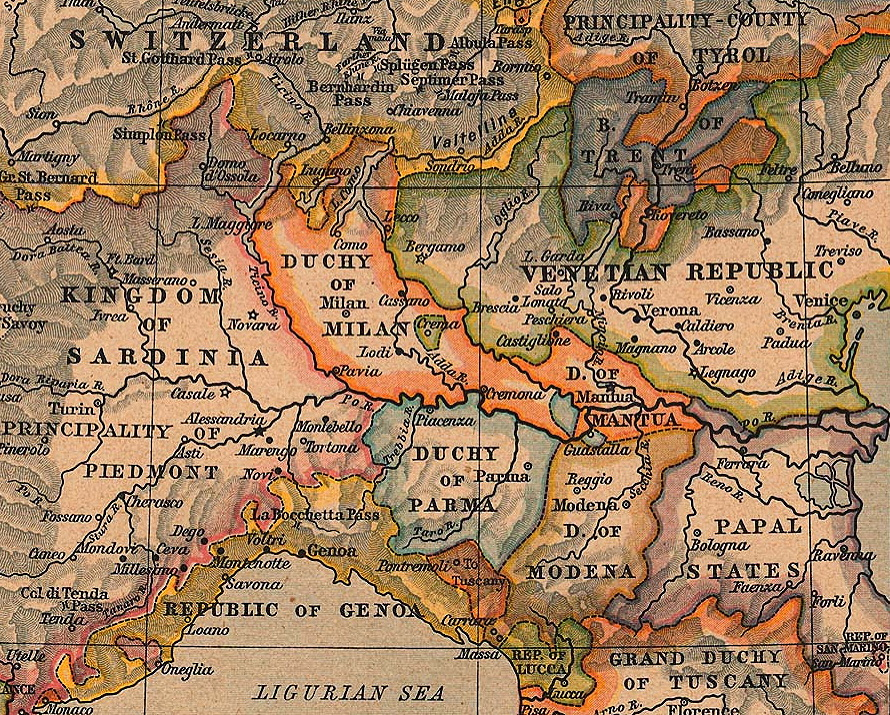
شمال لإيطاليا في يناير 1796
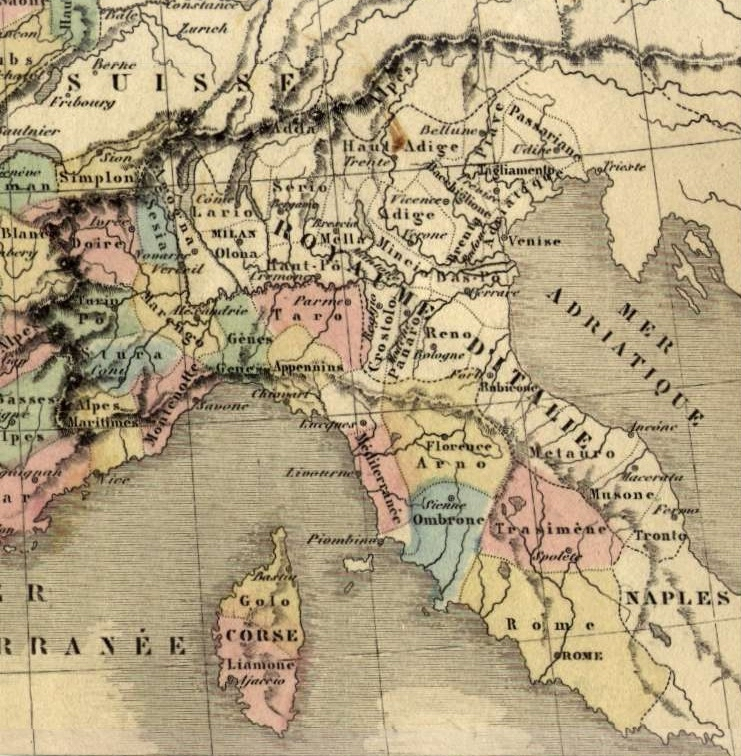
الأقاليم الفرنسية في إيطاليا

## إيطاليا عام 1816
بعد مؤتمر فيينا:
- الدولة البابوية (البابا بيوس السابع: فقد معظم أراضيها لصالح سردينيا 1859-1860)
- مملكة سردينيا (سافويا، الملك فيتوريو إيمانويلي الأول: تنازل عن سافوا ونيس لفرنسا 1860، أصبحت مملكة إيطاليا 1861)
- مملكة لومبارديا فينيشيا (to الإمبراطورية النمساوية; lost most of لومبارديا to Sardinia in 1859)
- مملكة الصقليتان (Bourbon of Sicily and Naples, later Bourbon-Two-Sicilies, King Ferdinand I; incorporated into Sardinia 1860-1861)
- دوقية توسكانا الكبرى (Habsburg-Lorraine, Grand Duke Ferdinand III; incorporated to Sardinia 1859)
- دوقية بارما وبياتشنزا (under ماري لويز دوقة بارما, wife of Napoleon, for her lifetime. After her death in 1847, Parma and Piacenza devolve upon the House of Bourbon-Parma, Guastalla on the Duke of Modena; incorporated into Sardinia 1859)
- دوقية مودينا وريدجو (Austria-Este, Duke Francis IV; incorporated into Sardinia 1859)
- دوقية لوكا (Bourbon-Parma, Duchess Marie Louise; when they return to Parma in 1847, annexed by Tuscany)
- دوقية ماسا وكرارا (annexed to the Duchy of Modena in 1829)
- جمهورية سان مارينو

## إيطاليا عام 1861
بعد توحيد إيطاليا
- الدولة البابوية (البابا بيوس التاسع: ضمت آخر أراضيها وروما إلى إيطاليا عام 1870)
- مملكة إيطاليا (سفويا، الملك فيتوريو إمانويلي الثاني)
- مملكة لومبارديا فينيشيا (للنمسا: ضمت لإيطاليا في 1866)
- جمهورية سان مارينو

## طالع أيضًا
- إيطاليا
- سان مارينو
- الفاتيكان